# Баш-Панадес
Баш-Панаде́с — район (кумарка) Каталонії (кат. Baix Penedès). Столиця району — м. Ал-Бандрель (кат. El Vendrell).

## Фото

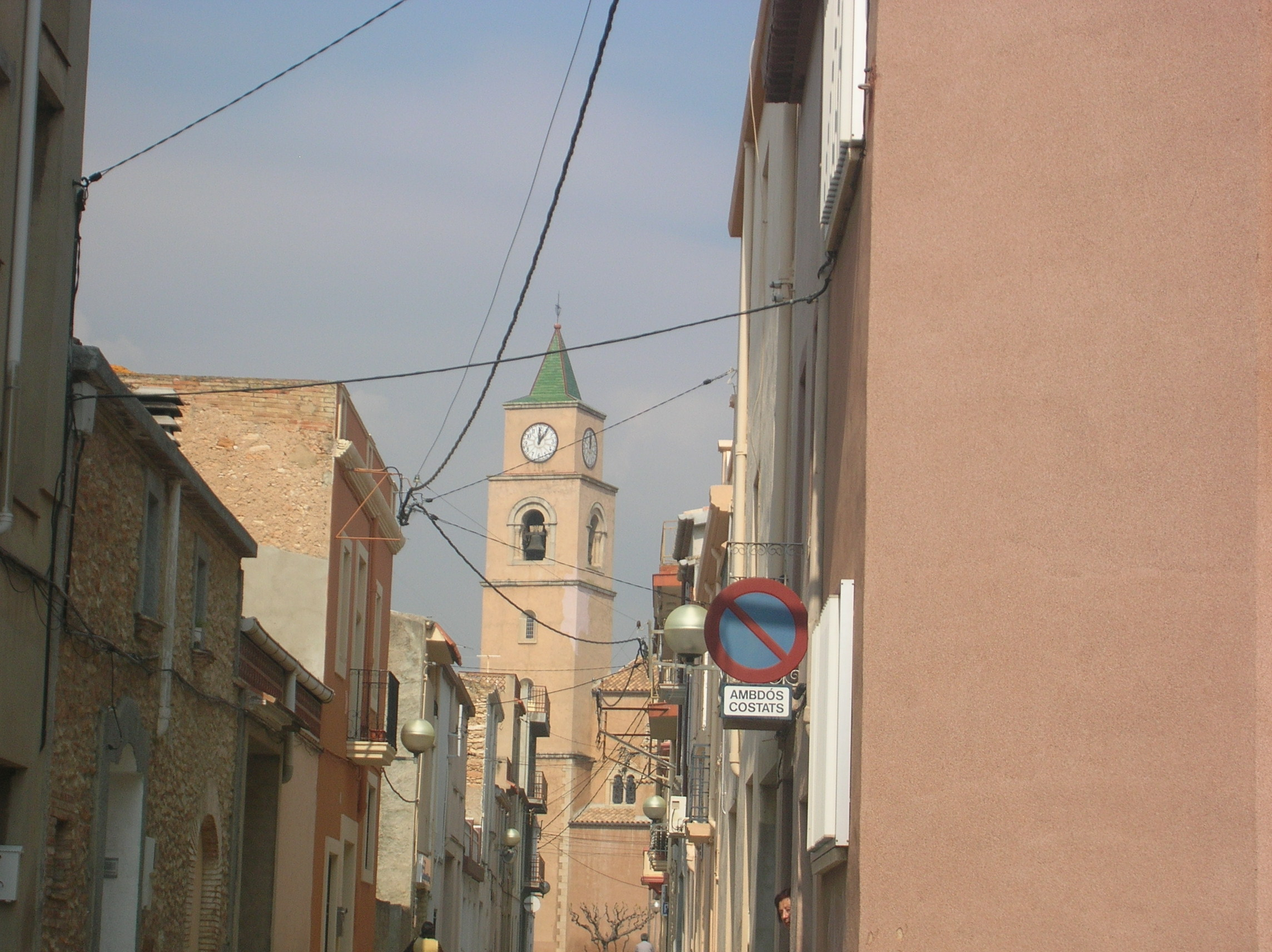
Церква у Льюренс-дал-Панадес
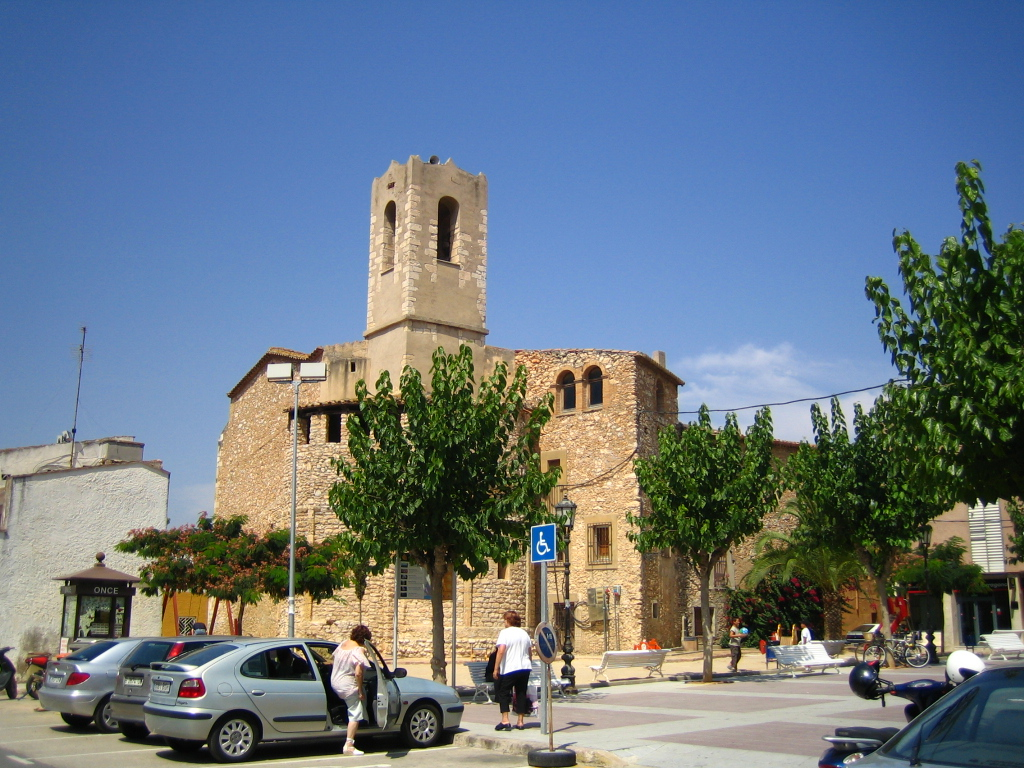
Пласа Каталунья (пл. Каталонії) у м. Куніт

## Муніципалітети
- Ал-Бандрель (кат. Vendrell, el) — населення 33.340 осіб;
- Албіньяна (кат. Albinyana) — населення 2.200 осіб;
- Ал-Монмель (кат. Montmell, el) — населення 1.341 особа;
- Бальбей (кат. Bellvei) — населення 1.840 осіб;
- Баньєрас-дал-Панадес (кат. Banyeres del Penedès) — населення 2.696 осіб;
- Бунастра (кат. Bonastre) — населення 584 особи;
- Калафель (кат. Calafell) — населення 21.871 особа;
- Куніт (кат. Cunit) — населення 11.102 особи;
- Ла-Бісбал-дал-Панадес (кат. Bisbal del Penedès, la) — населення 3.142 особи;
- л'Арбос (кат. Arboç, l') — населення 5.063 особи;
- Льюренс-дал-Панадес (кат. Llorenç del Penedès) — населення 2.085 осіб;
- Маслюренс (кат. Masllorenç) — населення 503 особи;
- Сан-Жаума-далс-Думеньш (кат. Sant Jaume dels Domenys) — населення 2.136 осіб;
- Санта-Уліба (кат. Santa Oliva) — населення 2.988 осіб.